# Niu Mowang
Giumaho (牛魔王?, Gyū Maō, Niu Mowang in cinese) è il nome giapponese del Re Demone del Toro, che compare nel romanzo cinese Il viaggio in Occidente.

## Il viaggio in Occidente
Nella traduzione di Serafino Balduzzi del "Viaggio in Occidente", il suo nome è reso con "Re Diavolo toro Granforzuto". Lo Scimmiotto, Sun Wukong/Son Gokū, aveva stretto amicizia con il "Re Diavolo" quando entrambi erano ancora molto giovani, ma non lo incontrò più per diverso tempo dopo l'episodio in cui Sun Wukong aveva messo a soqquadro il Cielo. Prima di lui infatti Sun Wukong incontra il "Bimbo Rosso", nipote del "Re demone", che riesce a sconfiggere solo con l'intervento della pusa Guanyin, che lo soggioga e prende al suo servizio con il nome di Sudhana (善財?, shàncái). Poi lo zio di questi, il fratello del "Re demone", il "Vero Immortale Come Mi Vorrai", in cerca di vendetta lo attacca, ma viene infine sconfitto.
Dopodiché, incontra pure la moglie del "Re demone" e madre del "Bimbo Rosso", Rākṣasī, dalla quale chiede in prestito il ventaglio magico che può spegnere le fiamme che avvolgono la montagna, appiccate a sua insaputa dallo Scimmiotto stesso, quando rovesciò il calderone in cui era stato imprigionato. Il ventaglio vero, però, non è di proprietà della Rākṣasī, ma del "Re diavolo" stesso, che l'ha lasciata per sposare la principessa "Viso di Giada", figlia del "Re volpe"; il suo vecchio amico inizialmente lo perdona, ma quando comprende che il motivo della visita è solo d'interesse si infuria e sfida lo Scimmiotto a duello.
Quest'ultimo deve però essere interrotto quando il "Re toro" viene invitato da un suo amico. Lo Scimmiotto lo segue al banchetto, dove il padrone di casa, il "Vecchio drago", lo scaccia; allora lo Scimmiotto, imperterrito, ruba la sua arma e prende le sue sembianze, poi torna dalla Rākṣasī, che fiduciosa gli mostra il ventaglio. Il "Re toro", però, prende le sembianze di Porcellino (Zhu Wuneng/Cho Hakkai), e prendendolo alla sprovvista riesce a riprendersi il tesoro; quando alla battaglia prende parte anche il vero Porcellino viene infine salvato dai suoi sudditi demoniaci. È sconfitto solo con l'aiuto di un gran numero di dei ed emissari del Buddha, al quale infine dichiara sottomissioneː su suo ordine, la Rākṣasī consegna il ventaglio e spiega come spegnere le fiamme per sempre. Dopodiché lo Scimmiotto, su consiglio della divinità locale, le riconsegna il tesoro.

## Giumaoh nella cultura di massa
Giumaoh, o altri personaggi a lui ispirati, appaiono anche in altre opere ispirate a Il viaggio in Occidente.

### Giumaoh nei manga
- In Dragon Ball, il personaggio dello Stregone del Toro è direttamente ispirato a Giumaoh, ed è uno dei numerosi personaggi che Son Goku, a sua volta ispirato a Sun Wukong, incontra durante il suo viaggio alla ricerca delle Sfere del Drago: inizialmente svolge un ruolo da antagonista per Goku, ma finisce per diventare il suocero del protagonista quando questi sposa sua figlia Chichi molti anni dopo. Nella traduzione italiana dell'anime, lo Stregone del Toro è stato inizialmente chiamato Al Satan, ma in seguito è stato ribattezzato Giuma.
- Nel manga Saiyuki, Giumaoh è un demone gigantesco, che, dopo essere stato sconfitto da Nataku, il dio della guerra, venne sigillato nel castello di Hoto, nel regno di Tenjiku. Il gruppo di Sanzo venne incaricato di sventare la possibile resurrezione del demone.